# 14071 Gadabird
14071 Gadabird è un asteroide della fascia principale. Scoperto nel 1996, presenta un'orbita caratterizzata da un semiasse maggiore pari a 2,8554573 UA e da un'eccentricità di 0,0499608, inclinata di 3,04690° rispetto all'eclittica.
L'asteroide è dedicato agli astrofili canadesi Bonnie Bird e Andreas Gada.